# Thanatodictya bifasciata
Thanatodictya bifasciata är en insektsart som först beskrevs av William Lucas Distant 1892.  Thanatodictya bifasciata ingår i släktet Thanatodictya och familjen Dictyopharidae. Inga underarter finns listade i Catalogue of Life.